# Udo Folgart
Udo Folgart (* 13. Juli 1956 in Nauen) ist ein deutscher Landwirt und Politiker (SPD, zuvor SED, parteilos). In den Jahren 2004 bis 2019 war er für die SPD Mitglied des Landtages Brandenburg, zunächst als Parteiloser, seit 2009 als SPD-Mitglied.

## Leben und Beruf
Udo Folgart wuchs in Ribbeck (Kreis Nauen) auf. Er leistete nach dem im Jahr 1975 abgelegten Abitur in den Jahren 1975 bis 1977 seinen Grundwehrdienst ab. Anschließend folgte ein Studium der Landwirtschaft an der Universität Rostock mit dem Abschluss eines Diplom-Agraringenieurs. Er arbeitete in seinem Beruf in den Jahren 1982 bis 1986 in leitender Tätigkeit und von 1986 bis 1990 als Vorsitzender in der LPG Paaren. Ab 1990 ist er Geschäftsführer der Agro-Glien GmbH Paaren.
Folgart ist Geschäftsführer der Agrargesellschaft Uetz-Bornim mbH, die in die Kritik geriet, als sie im größeren Umfang vor Ablauf der Verpachtung zahlreichen Verpächtern ein lukratives Angebot unterbreitete. Hintergrund der Kritik der örtlichen kleinen Familienbetriebe war die Sorge, dass sie mit dem Verlust der Flächen aus dem Markt gedrängt würden. Folgart sagte dazu:

„Wir werden diese Aktivitäten einstellen, das gehört sich nicht. So können wir nicht in der Fläche agieren – wir wollen niemanden herausdrängen.“

Im Jahr 1990 gehörte er zu den Mitbegründer der Initiative MAFZ (Märkisches Ausstellungs- und Freizeitzentrum Paaren/Glien).
Udo Folgart ist verheiratet, hat zwei Kinder und wohnt in Grünefeld (Gemeinde Schönwalde-Glien).

## Politik
Folgart war Mitglied der SED. Von 1982 bis 2003 war er Mitglied der Gemeindevertretungen in Perwenitz (1982–1986) und in Grünefeld (1986–2003). Zudem ist er seit 1998 Mitglied des Kreistages Havelland.
In den Jahren 2004 bis 2019 war Udo Folgart Mitglied des Landtages Brandenburg. Er errang jeweils im Wahlkreis Havelland I das Direktmandat (2004: 33,1 Prozent, 2009: 34,7 Prozent, 2014: 36,5 Prozent).
Als parteiloser Abgeordneter war er Mitglied der Fraktion der SPD, die er im Ausschuss für Ländliche Entwicklung, Umwelt und Verbraucherschutz vertritt. Nach der Wahl 2004 wurde er auch im engeren Kreis der Politiker gesehen, die für den Posten des Landwirtschafts- und Umweltministers infrage kämen. Seit dem Jahr 2009 ist Folgart Mitglied der SPD.
Vor der Bundestagswahl 2009 nahm SPD-Kanzlerkandidat Frank-Walter Steinmeier ihn in sein „Kompetenzteam“ auf, in dem Folgart für den Themenschwerpunkt Landwirtschaft verantwortlich war. Folgart ist „Sprecher Ländlicher Raum und Landwirtschaft“.

## Weitere Ämter und Mitgliedschaften
Udo Folgart war in den Jahren 2003 bis 2016 Präsident des Landesbauernverbandes Brandenburg e. V. (LBV), von 2006 bis 2016 Vizepräsident des Deutschen Bauernverbandes (DBV) sowie von 1991 bis 2015 Vorsitzender des Kreisbauernverbandes Nauen e. V. (ab 1995 Kreisbauernverband Havelland e. V.).
Udo Folgart ist ehrenamtlich als Mitglied des Beirates der Deutschen Bundesbank Berlin und als Vorsitzender des Aufsichtsrates der LAB Brandenburg GmbH sowie des Trägervereins „Ländliche Heimvolkshochschule am Seddiner See“ e. V. tätig. Zudem ist er ebenfalls Mitglied des Vorstandes des Wasser- und Bodenverbandes Nauen.
Vergütete Tätigkeiten sind die als Vorsitzender des Aufsichtsrates der ZMP Bonn GmbH und die Mitgliedschaften in den Beiräten der AGRAVIS AG Münster und der R+V Versicherungs AG in Wiesbaden.
Udo Folgart ist Mitglied des Verwaltungsrats der Landwirtschaftlichen Rentenbank.